# 西藏司政
西藏流亡政府司政（藏語：སྲིད་སྐྱོང༌，威利转写：srid-skyong，THL：Sikyong，標準藏語发音：[sícóŋ]，「司政」），又譯為藏人行政中央主席（英語：President of the Central Tibetan Administration），是藏人行政中央的民選政治領袖，地位相當於許多國家的總理，是目前西藏流亡政府的實際領導人。

## 历史
噶倫赤巴由選舉產生，每屆任期為五年，前任噶倫赤巴是洛桑·丹增，於2001年8月20日當選，2006年連任。。
2011年4月27日，由藏族學者洛桑森格當選噶倫赤巴，他也是第一位由流亡藏人投票產生的民選政府首長。至此，西藏流亡政府正式结束西藏历史上历时七百多年的政教合一局面。
2012年9月20日，藏人行政中央安全部部長忠瓊歐珠在第15屆西藏人民議會第4次會議中提出修正案，經全體議員一致通過更改《西藏流亡憲章》第19條，將西藏政治領袖噶倫赤巴的職稱正式修訂為「Sikyong」（中文：司政）。洛桑森格也成為最後一位保有噶倫赤巴稱號，以及第一位被稱為西藏司政的流亡藏人民選首長。

## 歷任西藏流亡政府司政
- 洛桑森格（Lobsang Sangay，2012年－2021年）
- 边巴次仁（Penpa Tsering，2021年－）

## 參见
- 噶廈
- 西藏獨立運動
- 藏人行政中央
- 政教合一
- 第十四世達賴喇嘛
- 洛桑森格